# Лунные ворота
Лунные ворота (кит. 月亮门; пиньинь: yuèliàngmén) — традиционный элемент китайского сада, круглое отверстие в садовой стене, используемое для прохода в сад, вместо обычных калитки или ворот. 
Исторически лунные ворота служили входом в сады богатых китайских сановников. В рамках традиционной китайской культуры они имели многогранное символическое значение. Когда в Европе возникла мода на всё китайское, лунные ворота, наряду с характерными китайскими беседками и декоративными пагодами, стали воспроизводиться в других странах, как отдельно, так и в составе целых «садов в китайских вкусе» или ботанических садов.
Благодаря англичанам и американцам, лунные ворота широко распространились по разным странам, и сегодня считаются, например, популярной достопримечательностью Бермудских островов, принадлежащих Великобритании, где начали сооружаться в XIX веке.

## Примеры лунных ворот

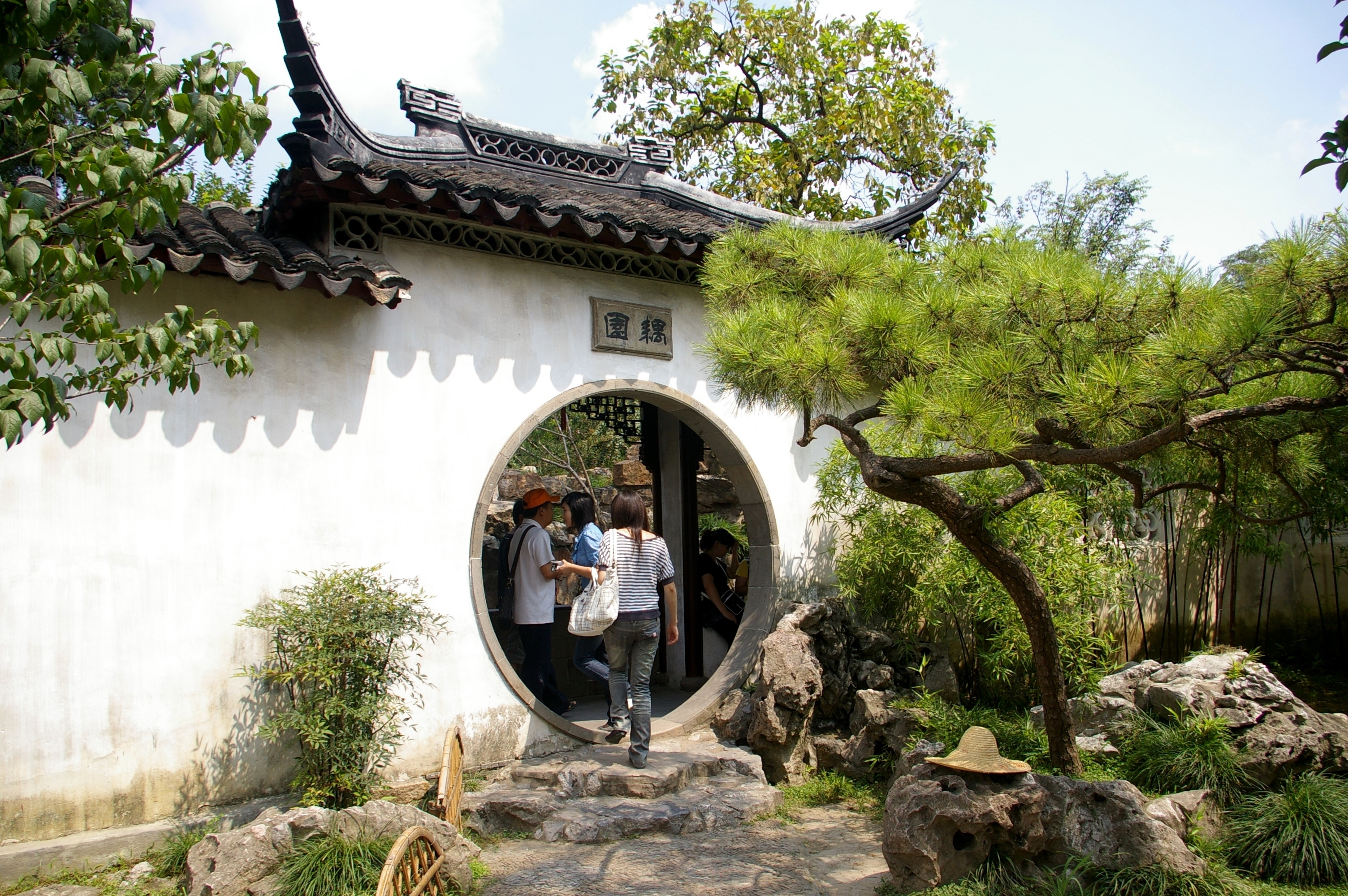
В историческом саду в Китае.
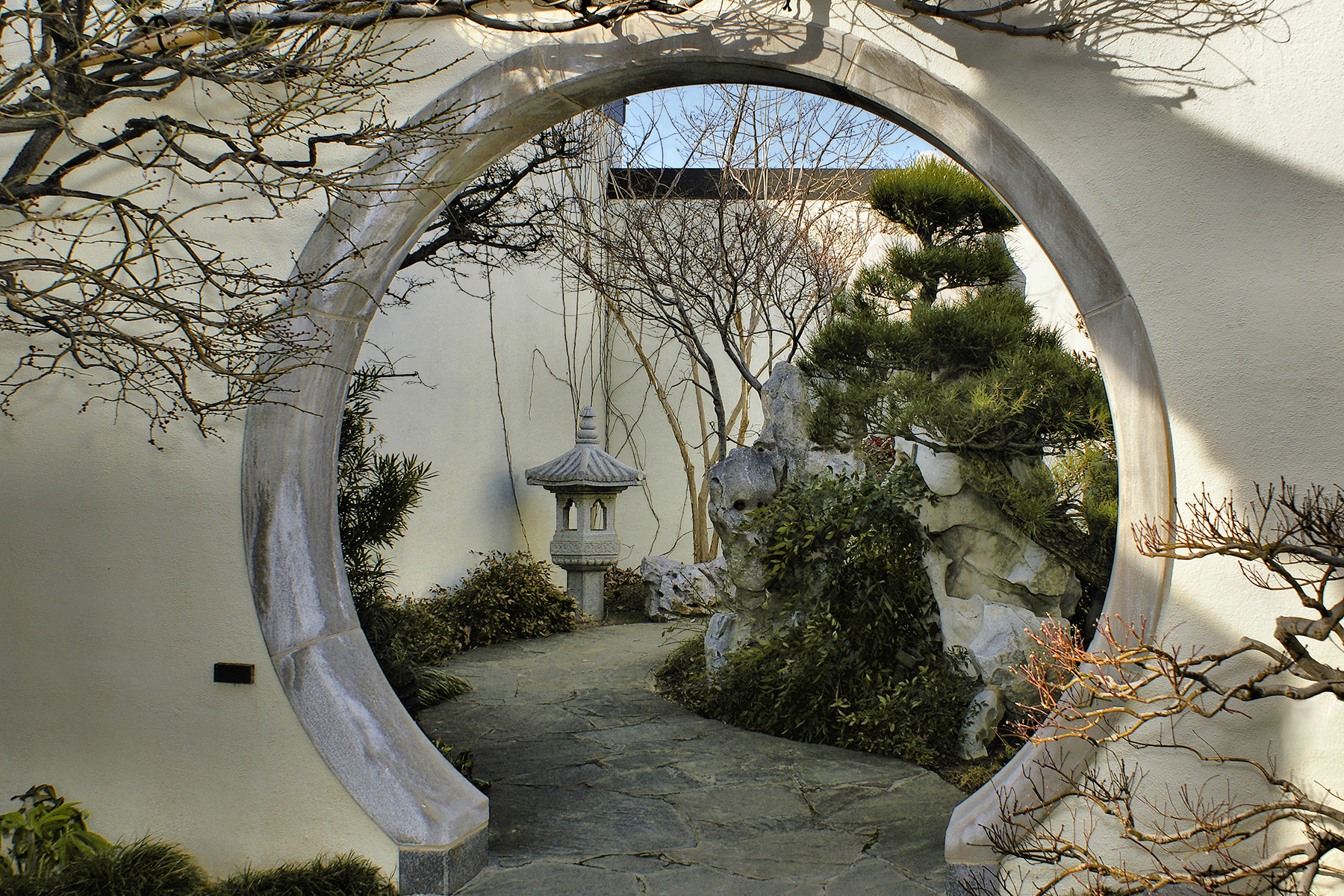
В музее в США.
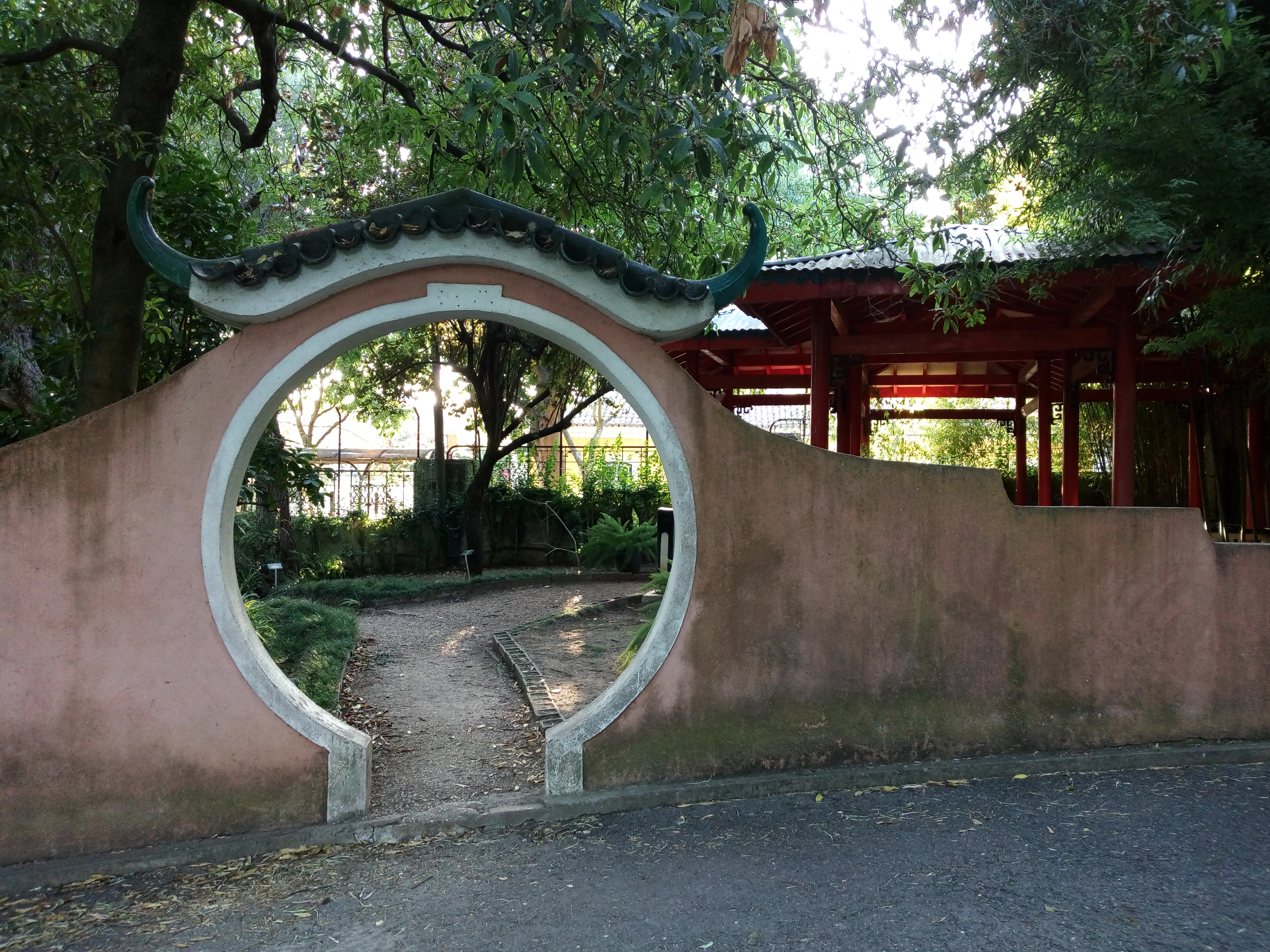
В ботаническом саду в Лиссабоне.
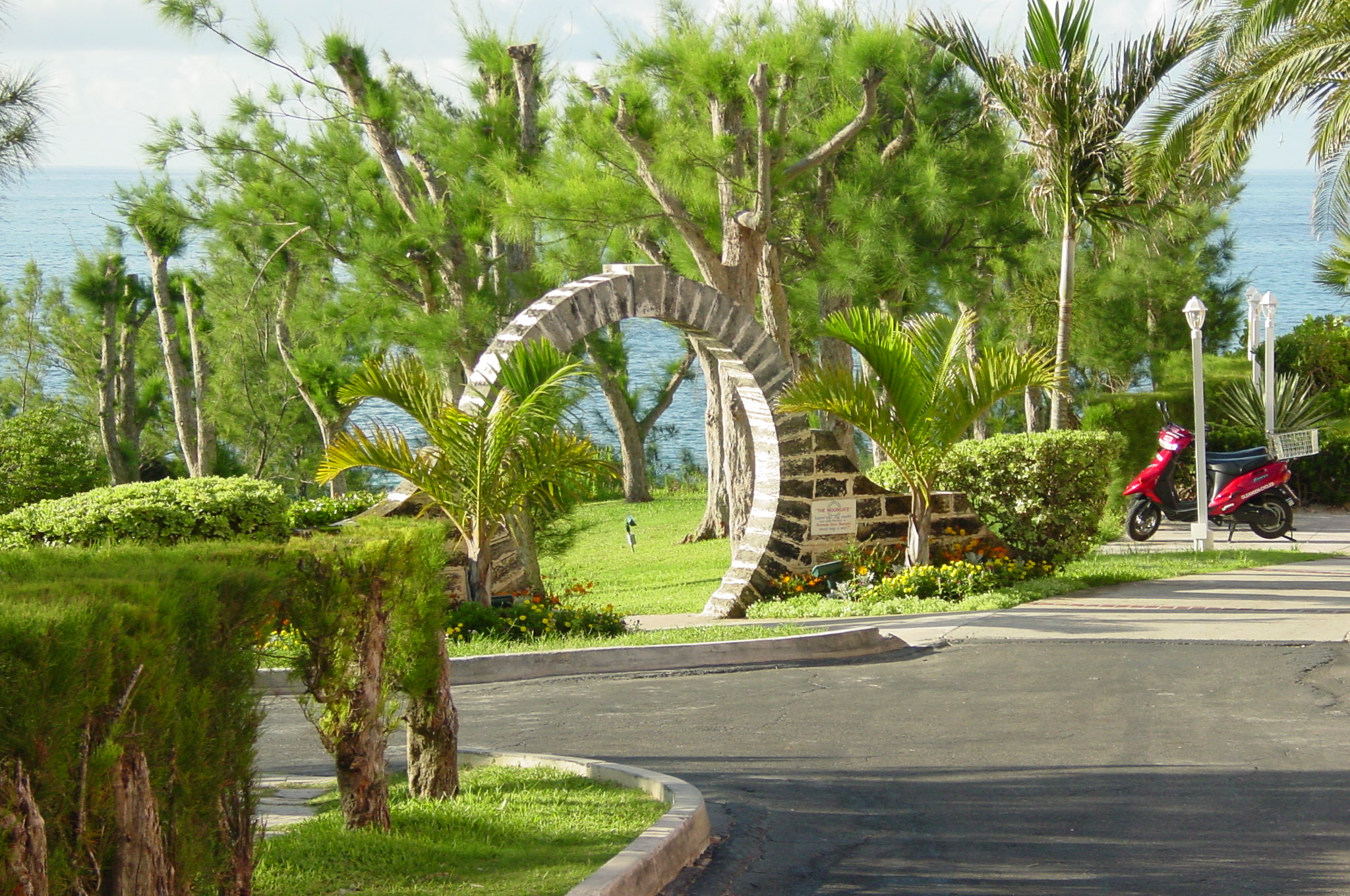
На Бермудах.